# Улица Бубнова (Москва)
Улица Бубнова — улица на северо-западе Москвы в районе Северное Тушино Северо-Западного административного округа от улицы Фомичёвой до Планерной улицы.

## Происхождение названия
Проектируемый проезд № 5492 получил название улица Бубнова в ноябре 2020 года в честь разработчика антенных систем лауреата Государственной премии СССР Георгия Бубнова (1934—1986). Здесь находится предприятие «Радиофизика», у истоков создания которого стоял Георгий Бубнов.

## Описание
Улица начинается от улицы Фомичёвой, проходит строго на север до Планерной улицы. На улице расположена станция метро «Планерная». Не имеет нумерации домов: все дома, расположенные вдоль улицы, относятся к улицам Фомичёвой и Планерной.